# Herbert Hermesdorf
Herbert Hermesdorf (* 17. Juli 1914 in Euskirchen; † 9. Oktober 1999 in Bonn) war ein deutscher Politiker (CDU).

## Leben und Beruf
Hermesdorf studierte von 1933 bis 1939; er wurde bei Max Braubach in Bonn mit einer Dissertation über Köln und die Kurie 1583–1784 promoviert. Von 1939 bis 1944 war er Kriegsdienstleistender bei der Wehrmacht und brachte es dort bis zum Bataillonskommandeur. Er geriet dort in amerikanische Kriegsgefangenschaft. Ab 1946 arbeitete er im höheren Schuldienst und wurde 1952 Oberstudiendirektor. Er war Mitglied der katholischen Studentenverbindung KStV Arminia Bonn im KV.

## Partei
Hermesdorf beantragte am 27. Oktober 1937 die Aufnahme in die NSDAP und wurde rückwirkend zum 1. Mai desselben Jahres aufgenommen (Mitgliedsnummer 5.310.182). Er trat 1946 in die CDU ein. Ab 1954 war er Kreisvorsitzender der CDU in Schleiden.

## Abgeordneter
Vom 21. Juli 1958 bis 21. Oktober 1969 war Hermesdorf Abgeordneter im Landtag von Nordrhein-Westfalen. Bei der Bundestagswahl 1969 wurde er als Direktkandidat im Wahlkreis Düren in den Bundestag gewählt. Er war von 1969 bis 1972 für eine Wahlperiode lang Mitglied des Bundestages.

## Öffentliche Ämter
Von 1975 bis 1984 war Hermesdorf Bürgermeister von Schleiden.

## Ehrungen
- 1972: Verdienstkreuz 1. Klasse der Bundesrepublik Deutschland
- 1977: Großes Verdienstkreuz der Bundesrepublik Deutschland